# Podlešín
Podlešín (en allemand : Podleschin) est une commune du district de Kladno, dans la région de Bohême-Centrale, en Tchéquie. Sa population s'élevait à 331 habitants en 2020.

## Géographie
Podlešín se trouve à 6 km à l'est-sud-est de Slaný, à 10 km au nord-nord-est de Kladno et à 26 km au nord-ouest du centre de Prague.
La commune est limitée par Žižice au nord, par Zvoleněves à l'est, par Želenice au sud, par Knovíz à l'ouest et par Slaný au nord-ouest.

## Histoire
La première mention écrite de la localité date de 1052.